# RPL28
RPL28 (англ. Ribosomal protein L28) – білок, який кодується однойменним геном, розташованим у людей на короткому плечі 19-ї хромосоми. Довжина поліпептидного ланцюга білка становить 137 амінокислот, а молекулярна маса — 15 748.
| 10         |  | 20         |  | 30         |  | 40         |  | 50         |
| ---------- |  | ---------- |  | ---------- |  | ---------- |  | ---------- |
| MSAHLQWMVV |  | RNCSSFLIKR |  | NKQTYSTEPN |  | NLKARNSFRY |  | NGLIHRKTVG |
| VEPAADGKGV |  | VVVIKRRSGQ |  | RKPATSYVRT |  | TINKNARATL |  | SSIRHMIRKN |
| KYRPDLRMAA |  | IRRASAILRS |  | QKPVMVKRKR |  | TRPTKSS    |  |            |

A: Аланін

C: Цистеїн

D: Аспарагінова кислота

E: Глутамінова кислота

F: Фенілаланін

G: Гліцин

H: Гістидин

I: Ізолейцин

K: Лізин

L: Лейцин

M: Метіонін

N: Аспарагін

P: Пролін

Q: Глутамін

R: Аргінін

S: Серин

T: Треонін

V: Валін

W: Триптофан

Кодований геном білок за функціями належить до рибонуклеопротеїнів, рибосомних білків, фосфопротеїнів. 
Задіяний у таких біологічних процесах, як ацетилювання, альтернативний сплайсинг.